# Bindväv
Bindvävnad (bindväv) är en vävnad som ger stadga och sammanhållande funktion åt vävnader och organ i kroppen. Bindväv är precis som epitel en mångsidig vävnadsgrupp. Kännetecknande för bindväv är att den främst består av makromolekyler, som utgör grundsubstans och extracellulärt matrix samt i mindre utsträckning av celler som producerar dessa makromolekyler. 
Cellerna i bindväven sköter försvar (vita blodkroppar) och produktion av fibrer (plasmaceller, fettceller och fibroblaster). Två typer av fibrer produceras: segt och hållfast vitt kollagen och gult elastiskt elastin. Beroende på i vilka proportioner dessa två fibrer produceras och hur fibrerna är strukturerade får bindväven olika egenskaper som gör den lämplig för olika uppgifter i kroppen. 

## Olika typer av bindväv
Det finns många sätt att klassificera bindväv på, nedan följer ett allmänt vedertaget exempel.
- Embryonal bindväv: mesenkym i embryot/fostret och gelatinös bindväv i navelsträngen.
- Proper bindväv:
  - Lucker (lös, areolär) bindväv – bestående av celler och grundsubstans samt relativt få kollagenfibrer. Lucker bindväv finns främst under epitel som täcker kroppsytor och linjerar kroppens inre ytor, men associeras även till körtelepitel och de minsta blodkärlen. Då sådana områden är kroppens sköraste när det gäller risk för patogener är lucker bindväv viktig för inflammation- och immunreaktioner. Sådan aktivitet upprätthålls via den luckra bindvävens transienta (vandrande) immunceller vilka migrerar till och från sådan vävnad via blodet.
  - Tät (stram) bindväv – består rikligt med kollagenfibrer och sparsamt med grundsubstans. Den täta bindvävens kollagen ger denne god tensil styrka. Fibroblaster dominerar som celltyp.
    - Oregelbunden bindväv: tät bindväv med oordnade kollagenfibrer för tensil styrka i flera riktningar. Oregelbunden bindväv finns exempelvis i underhudens djupa lager och de ihåliga organens submukosa.
    - Regelbunden bindväv: tät bindväv med tätt packade parallella kollagenfibrer för maximal tensil styrka i en riktning. Regelbunden bindväv är den huvudsakliga funktionella komponenten i senor, ligament och aponeuroser.
- Specialiserad bindväv – bildar bland annat ben, brosk,  fettvävnad och flytande vävnad (blod och lymfa). Redan i fosterstadiet börjar skelettet bildas av denna bindväv utifrån kompakt och segt brosk. Allteftersom mineralämnen lagras i bindväven hårdnar brosket till ben. 
  - I exempelvis ytterörat består brosket istället av en högre andel elastin varför elasticiteten bevaras.
  - I mellankotsskivorna är kollagenfibrerna istället ordnade i täta buntar som gör ryggraden rörlig samtidigt som den klarar av det stora tryck den utsätts för.
  - Ögats väggar består av tät, kollagenrik bindväv som både skyddar ögats inre och ser till att ögat behåller sin form.
- Övriga bemärkelser:
  - Elastisk bindväv – innehåller mer elastinfibrer än kollagenfibrer; förekommer hos artärer, i bronker och vissa ligament i vertebrae som kräver stor rekylkraft.
  - Retikulär bindväv – bindväv där retikulära fibrer (typ III-kollagen) dominerar. Retikulär bindväv finns i lymfoida organ som benmärg, mjälte och lymfkörtel